# Hafen von Oslo
Der Hafen von Oslo (Norwegisch: Oslo Havn) gehört zu den großen Seehäfen in Norwegen und ist ein bedeutender Fährhafen an der Nordsee. Er liegt zentral in Norwegens Hauptstadt Oslo. Der Hafen wird betrieben von der Oslo Havn KF.

## Geographie
Der Hafen von Oslo liegt am Ende des 100 km langen Oslofjord. Die Hälfte der Bevölkerung Norwegens lebt in einer Entfernung von weniger als drei Fahrstunden von dem Hafen. Der Hafen liegt nahe den Hauptverkehrswegen (Bahn und Straße) Norwegens.

## Geschichte
Der Hafen wurde nach einer Königlichen Verordnung (Kongelig forordning) vom 16. September 1735 gegründet, gleichzeitig wurde auch die Einrichtung einer Hafenkommission und die Gründung einer Hafen-Betreibergesellschaft beschlossen. Die Osloer Hafengesellschaft, die heute unter dem Namen Oslo Havn KF als kommunales Unternehmen immer noch tätig ist, gehört damit zu den ältesten, noch existierenden Unternehmen in Norwegen. Die Hafenkommission war ebenfalls erforderlich, zur Überwachung der gesamten Hafenanlagen im Zoll- und Hafenbezirk. Die ersten Arbeiten der Hafenkommission bestand hauptsächlich aus der Kontrolle der Tiefen, Baggerarbeiten und der Errichtung der Anlegestellen und Docks. Der Hafen wurde später zu einem bedeutenden Export-Umschlagplatz für Holz, aber konnte nur genutzt werden, wenn der Oslofjord eisfrei war. Später erweiterte man den Hafen stark, parallel zum Ausbau und der Entwicklung der norwegischen Hauptstadt Oslo, speziell für Frachten und viele Schifffahrtslinien zu ausländischen Häfen. Der Passagierverkehr im Osloer Hafen wurde bereits vor etwa 140 Jahren von der dänischen Det Forenede Dampskibs-Selskab A/S (Dänisch; Die Vereinigte Dampfschiffs-Gesellschaft) begonnen. Vor etwa 100 Jahren nahm die Den norske Amerikalinje A/S (NAL) (Norwegische Amerika-Linie) ihren Betrieb zum Osloer Hafen auf. Später kamen weitere mehrere Übersee-Linien der Reedereien Wilh. Wilhelmsen, sowie weitere Nordsee- und mediterrane Linien der Reederei Fred. Olsen Express (norwegische Reederei, gegründet 1848 von Friedrich Christian Olsen) dazu. In den 1960er und 1970er Jahren wurden noch weitere Fährlinien zum Osloer Hafen in Betrieb genommen, wie z. B. die Stena Line nach Frederikshavn und die Color Line, ehemals Jahre Line, nach Kiel.

## Betrieb
Die Oslo Havn KF ist eine öffentlich-rechtliche Firma, die dem Stadtparlament von Oslo Rechenschaft schuldig ist und von der Behörde für Transport und Umwelt verwaltet wird. Private Unternehmen sind für den Betrieb der Terminals angestellt. Ausnahmen sind die Verladekrane. Sie werden ausnahmslos vom Hafen betrieben.

## Umschlag und Fährbetrieb
Der Osloer Hafen verfügt sowohl über Containerterminals, Terminals für Massengut wie auch über Fährterminals. Ein Drittel der Fährgäste kommt aus Deutschland und Dänemark. Mit ca. 1,5 Mio. Tonnen umgeschlagenen Gütern lag er 2013 an fünfter Stelle hinter Stavanger (1,6 Mio. t), Grenland (2,7 Mio. t), Karmsund (3,1 Mio. t) und Bergen (13,9 Mio. t)

## Terminals
Von West nach Ost.
- Hjortnes – Internationale Fähren
- Filipstad – Mehrzweckterminal
- Akershusstranda – Kreuzfahrt-Terminal
- Vippetangen – Kreuzfahrt-Terminal
- Revierkaia – Internationale Fähren
- Sørenga – Mehrzweckterminal
- Grønlia – Eisen- und Stahlschrott
- Kongshavn – Umschlagterminal
- Sjursøya – Containerterminal, Massengüter
- Kneppeskjær – Stückgut, Fahrzeugumschlag
- Ormsund – Containerterminal